# Andrei Socaci
Andrei Socaci (Sântimbru, 19 de junio de 1966) es un deportista rumano que compitió en halterofilia.
Participó en dos Juegos Olímpicos de Verano, obteniendo una medalla de plata en Los Ángeles 1984, en la categoría de 67,5 kg, y el quinto lugar en Seúl 1988, en la de 75 kg.
Ganó cuatro medallas en el Campeonato Mundial de Halterofilia entre los años 1984 y 1990, y seis medallas en el Campeonato Europeo de Halterofilia entre los años 1986 y 1992.

## Palmarés internacional
| Juegos Olímpicos   | Juegos Olímpicos             | Juegos Olímpicos  | Juegos Olímpicos |
| Año                | Lugar                        | Medalla           | Categoría        |
| ------------------ | ---------------------------- | ----------------- | ---------------- |
| 1984               | Los Ángeles (Estados Unidos) | Medalla de plata  | 67,5 kg          |
| Campeonato Mundial |                              |                   |                  |
| Año                | Lugar                        | Medalla           | Categoría        |
| 1984               | Los Ángeles (Estados Unidos) | Medalla de plata  | 67,5 kg          |
| 1985               | Södertälje (Suecia)          | Medalla de bronce | 75 kg            |
| 1986               | Sofía (Bulgaria)             | Medalla de bronce | 75 kg            |
| 1990               | Budapest (Hungría)           | Medalla de plata  | 75 kg            |
| Campeonato Europeo |                              |                   |                  |
| Año                | Lugar                        | Medalla           | Categoría        |
| 1986               | Karl-Marx-Stadt (RDA)        | Medalla de bronce | 75 kg            |
| 1987               | Reims (Francia)              | Medalla de plata  | 75 kg            |
| 1988               | Cardiff (Reino Unido)        | Medalla de plata  | 75 kg            |
| 1990               | Ålborg (Dinamarca)           | Medalla de bronce | 75 kg            |
| 1991               | Władysławowo (Polonia)       | Medalla de oro    | 75 kg            |
| 1992               | Szekszárd (Hungría)          | Medalla de plata  | 75 kg            |